# Biclavigera subinterrupta
Biclavigera subinterrupta là một loài bướm đêm trong họ Geometridae.